# Красноголовая славковая танагра
Красноголовая славковая танагра (лат. Hemithraupis ruficapilla) — вид птиц из семейства танагровых. Птицы обитают в городских местностях, субтропических и тропических низменных влажных и сильно деградированных первичных лесах, на высоте до 1 350 метров над уровнем моря. Длина тела — 13 см, масса около 11,5 граммов
Выделяют два подвида:
- Hemithraupis ruficapilla bahiae — юго-восточный Баия в восточной Бразилии;
- Hemithraupis ruficapilla ruficapilla — в юго-восточной Бразилии — от южного Минас-Жерайса и Эспириту-Санту южнее до восточной Санта-Катарины.